# Conception d'une automobile
 (juillet 2019).

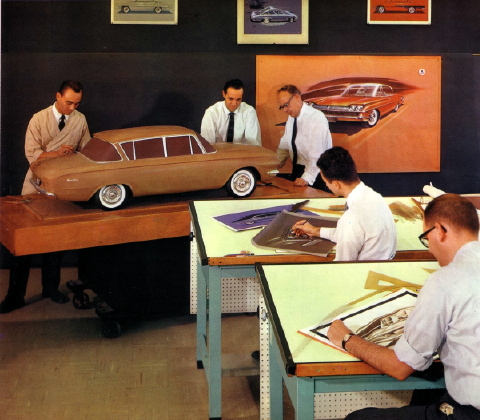
Concepteurs au travail en 1961. À côté de l'aile avant gauche du modèle réduit se trouve Dick Teague, un concepteur automobile chez American Motors Corporation (AMC).

La conception d'une automobile est le travail effectué par une équipe pluridisciplinaire composée d'ingénieurs, de spécialistes de l'ergonomie, de stylistes intérieurs et extérieurs, de modélistes ou maquettistes et de spécialistes du marketing qui fixent les contraintes et les attentes liées au style, pour mener à la réalisation d'une automobile. 
La conception des automobiles dans ce contexte est principalement concernée par le développement de l’aspect ou l’esthétique visuelle du véhicule, bien qu’elle soit également impliquée dans la création du concept de produit.
La conception de produit a beaucoup évolué au cours de l'histoire de l'automobile. Au début, tout était à inventer. Aux tâtonnements des premières idées, ont succédé des méthodes de conception et des processus d'ingénierie très précis.

## Préambule
À la fin du XIXe siècle, quand furent conçues les premières automobiles, elles étaient l'œuvre de génies de la mécanique. Souvent, les schémas et les plans étaient rudimentaires, les pièces étaient usinées à la demande exclusivement. Puis les pièces étaient reproduites à quelques exemplaires bien souvent modifiées entre chaque véhicule produit. Il faut se rappeler qu'en 1895, à peine plus de 250 véhicules circulent sur les routes françaises. Quand les cadences de fabrication augmentèrent, des plans précis et fiables devinrent indispensable et des méthodes de fabrication furent mises en place afin de rationaliser quelque peu lesdites fabrications.
Et donc le véhicule conceptuel a connu un développement parallèle à l'influence des écoles de style automobile au XXe siècle avec un âge d'or de la voiture de rêve aux États-Unis dans les années 1950, du prototype de salon en Italie dans les années 1960 et les années 1970 et du concept car au Japon dans les années 1990. De nos jours, le véhicule conceptuel est un exercice obligé de tous les constructeurs automobiles lors des grands salons automobiles internationaux à Bruxelles, Détroit, Genève, Turin, Paris, Francfort, Tokyo, et Pékin.

## Cahier des charges
De nos jours, tout commence par une demande d'une équipe de quelques décideurs composée d'ingénieurs, de spécialistes de l'ergonomie, de stylistes intérieurs et extérieurs, de modélistes ou maquettistes et de spécialistes de mise en marché qui fixent les contraintes et les attentes liées au style, pour renouveler une gamme ou en créer une nouvelle. C'est ainsi que nait un cahier des charges, d'abord sommaire, puis ce dernier se précise au fur et à mesure de l'avancement du développement du futur véhicule. Ces cahiers des charges précis sont devenus génériques chez la plupart des constructeurs et détaillés composant par composant.
L'embryon de cahier des charges le plus célèbre est celui de la Citroën 2CV, défini par Pierre-Jules Boulanger - le PDG de Citroën de l'époque - par « Quatre roues sous un parapluie ». Plus précisément : « On doit pouvoir la conduire avec un chapeau haut de forme et transporter un panier d'œufs à travers un champ labouré sans casser un seul œuf ».
Robert Lutz, vice-président de General Motors, a également énoncé un jour : « La capacité d'inspirer la passion est la seule vraie mesure du succès d'un véhicule ». Le design de l'automobile doit donc communiquer aux clients des traits caractéristiques comme la vitesse, la robustesse, la beauté, le luxe ou autres, thèmes auxquels l'automobiliste s'identifiera pour afficher son identité personnelle.

## Stylisme
L'équipe de design automobile doit répondre à des problèmes reliés à l'environnement, la prévention et sécurité routières, les coûts de fabrication, les limites de certains matériaux, les goûts culturels, les facteurs sociaux et bien sûr de la mode présente à ce moment. En effet, le style du véhicule peut signifier une projection de ce que le consommateur souhaite montrer qu'il est, comme pour un vêtement. L'équipe d'ingénieurs apporte d'autres contraintes comme l'aérodynamisme ainsi que la malléabilité et les résistances des matériaux.
L'aérodynamisme est un critère que l'ensemble de l'équipe de conception doit prendre en considération. Cet élément favorisera la réduction de la consommation d'essence, réduisant ainsi les coûts d'utilisation et les émissions polluantes. Les performances générales du véhicule en seront également avantagées. Le design sera influencé selon l'importance que l'on donne à l'aérodynamisme, la forme idéale étant la goutte d'eau. 
En parallèle, le service marketing définit une cible de gamme et donne les directions à prendre pour la conception et le stylisme du modèle en respectant l'image qui caractérise la marque, tout en innovant, l'apparence du véhicule doit faire vivre des émotions à l'acheteur.
Les stylistes se mettent alors au travail. D'abord sur le style extérieur, sur les ordinateurs, encore parfois à l'aide de maquette en terre, indispensable auparavant. Puis le travail continue sur l'aménagement intérieur en prenant en compte les exigences du marketing en termes d'équipements nécessaires comme l'amélioration de la sécurité. Souvent plusieurs types de carrosseries sont mis en concurrence.
Le choix sera fait juste avant le commencement de l'étude finale des composants. Et malgré toutes ces contraintes le design de l'automobile doit trouver une solution à ces problèmes et dans un même temps concevoir un style innovateur pour se démarquer des compétiteurs. Mais les goûts et les modes évoluent rapidement, après environ cinq ans le modèle est déjà dépassé.

Le stylisme automobile se fait après une formation en design automobile, des transports. Le secteur du design automobile est très concurrentiel.

## Architecture
Ensuite, les différents composants mécaniques, électroniques ou diverses sont implantés par les architectes et dessinateurs. Si la place vient à manquer, des demandes d'évolutions de design sont demandées et étudiées. Alors, la cotation fonctionnelle commence. Cela consiste à calculer tous les jeux nécessaires au fonctionnement de l'automobile, au montage ou à garantir à l'aspect et la gestion de la qualité du véhicule. L'équipe du design automobile doit se tenir à l'affût des dernières technologies telles que la conception du véhicule, les techniques de fabrication, la réduction des coûts de fabrication, ainsi que le choix de matériaux qui allègeraient l'automobile et permettraient la réalisation de formes plus complexes (matériaux plus malléables).

## Prototypes

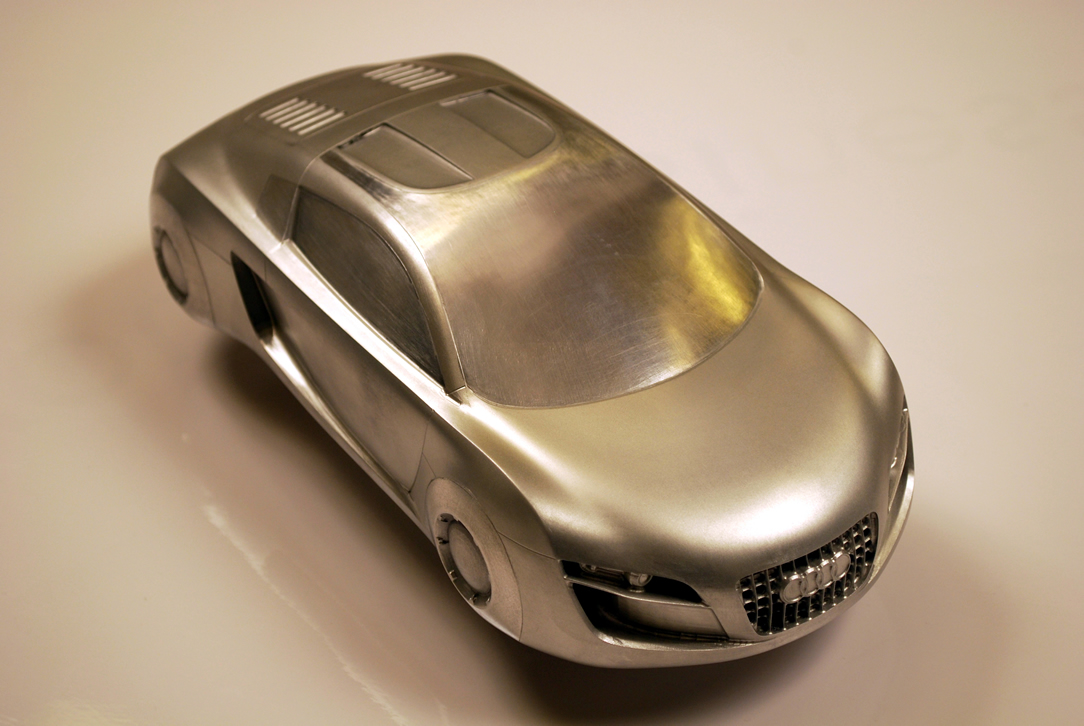
Prototype de voiture d'Audi, usiné avec le logiciel WorkNC de fabrication assistée par ordinateur.

Un concept car est un prototype automobile, roulant ou non, destiné à tester de nouveaux matériaux et motorisations, des innovations dans le domaine du confort, de l'aide à la conduite et, lorsqu'ils sont présentés sur des salons de l'automobiles, les réactions et l'intérêt du public face à ces nouveautés sont notés. Si certains restent à l'état de dessin, d'autres sont parfaitement fonctionnels. La plupart des concept cars ne sont pas destinés à être mis sur le marché tels quels. Cependant, certains modèles de série bénéficient, lors de leur conception, d'un ou plusieurs éléments ayant servi à jeter les bases d'un tel projet.
Le processus de mise en marché d'un nouveau modèle, débutant à partir du désir de la création du modèle et cela jusqu'au produit fini, dure environ entre trois et cinq ans. Les designers doivent donc prédire ce qui va être à la mode dans ces années à venir. Pas trop d'avance non plus, car le consommateur ne doit pas avoir un choc. Mais quelquefois les études de marché et les décisions de mise en marché sont les responsables de l'échec d'un modèle.
À la suite de la réalisation de toutes ces études et des calculs des premières définitions numériques des composants, la vague prototype commence. D'autres spécialistes comme les maquettistes et les modélistes vont réaliser des modèles réduits du dessin, mais elle se réalise de plus en plus de manière numérique, pour des raisons de coûts et de délais. En effet, toutes les validations, qui auparavant devaient être réalisées avec la réalisation de composants prototypes, peuvent être faites par des simulations numériques, aussi bien pour estimer la résistance aux accidents de la route, ou l'analyse fonctionnelle déterminant la résistance à la vibration des composantes.
La venue de la conception assistée par ordinateur (CAO) et de la fabrication assistée par ordinateur (FAO) ont grandement aidé les designers et ingénieurs en réduisant le temps de conception et en améliorant les façons de concevoir l'automobile. La CAO permet de tester, analyser les problèmes liés à la conception et de visualiser en trois dimensions (3-D) du produit et être corrigés. Ces véhicules prototypes pouvaient coûter 1 à 2 millions d'euros. Et si le plan du designer est approuvé, il y aura fabrication d'un « Concept car ». Celui-ci sera présenté à des salons de l'auto pour montrer leur savoir-faire ainsi que les éventuelles évolutions de la marque et étudier les réactions du public et des professionnels du marché automobile vis-à-vis le style du modèle.
Ces véhicules sont « conçus à la main », ils coûtent très cher et sont fragiles. Les modèles récents sont tous roulants mais non homologués (il est donc interdit de circuler avec sur la voie publique). Après les salons, ces voitures peuvent retourner dans des centres de design pour inspirer les concepteurs ou être exposés dans des bâtiments de la compagnie. Les plus évoluées continuent à tourner quelque temps sur les circuits privés où des privilégiés ou journalistes peuvent les conduire. Une fois qu'elles deviennent démodées, elles sont conservées dans des musées, entrepôts conservatoires spécifiques. Par exemple le musée ZAMA au Japon pour Nissan, ou le Conservatoire Citroën situé à Aulnay-sous-Bois.

## Industrialisation
Après cette validation de la conception numérique ou physique, l'industrialisation peut commencer. Elle consiste au lancement de la réalisation des outils de fabrication de la voiture définitive. C'est une phase qui dure environ 18 mois selon les constructeurs et les modèles. Les outils sont réalisés et servent à produire les premiers exemplaires du futur véhicule, et commence alors la phase de validation du produit puis des outils de production et ceci pour chaque composant, d'une vis à la structure du véhicule. Les validations physiques et les études de capacités des processus sont nécessaires pour cela. Une fois tous ces points validés, l'accord de commercialisation est donné.

## Les bureaux de design
Bien des compagnies automobiles possèdent leurs propres bureaux de design. La plupart des grands constructeurs possèdent même des bureaux sur d'autres continents pour sonder les demandes et les caprices des marchés locaux. Par exemple, plusieurs constructeurs ont établi un de leurs bureaux de design en Californie comme la compagnie Toyota avec leur école Calty (California Toyota) et le cabinet italien Italdesign.
Les compagnies peuvent également consulter des bureaux de design indépendants comme IDEA, Fioravanti, Matra, Heuliez, Silvax, Designworks (en), Zagato, Motor City, Foresee et plusieurs autres. Il y a d'autres grandes maisons de design avec une histoire et une réputation telles que Bertone, Italdesign, Pininfarina, Scaglietti, Boneschi, Savio, Ghia (qui appartient maintenant à Ford) et Karmann qui ont donné certains des plus beaux styles de voitures.

## Exemples de prototypes

### Voitures européennes
- La Renault Laguna Concept, présentée au Mondial de l'automobile de Paris de 1990, conduira au Renault Spider commercialisé en 1999.
- L'Alfa Romeo Spix, un concept car réalisé en 2006 par le studio Creatix. Celui-ci se déplace grâce à un système de Sustentation électromagnétique (interaction entre la route et le véhicule).
- La Veyron 16.4 de Bugatti Automobiles est également issue d'une voiture conceptuelle.

### Voitures américaines
- L'Ultralite de General Motors a été construite pour démontrer les avantages de l'utilisation de matériaux récents pour la consommation de carburant. Grâce à une structure en fibre de carbone, cette voiture de quatre places ne pèse que 700 kg.

### Voitures asiatiques
- À Tokyo, une équipe développe la Eliica (pour Electric Lithium-ion battery car, voiture à batterie au lithium-ion), projet de voiture électrique qui tente de dépasser la vitesse de 400 km/h.

Les automobiles japonaises se distinguent de leurs homologues européens par un design relativement différent, souvent consensuel (troisième génération de Toyota Camry, entièrement dessinée par ordinateur) et parfois excentrique (grilles et phares à leds de Lexus ou encore le style hérité de la Furai chez Mazda).

### Cinéma
D'autres concept-car sont développés ou adaptés pour le cinéma. Parmi ceux-ci le plus célèbre est probablement la Batmobile, véhicule qu'utilise le héros de comic Batman dans ses aventures, plusieurs modèles ayant été utilisés au fil des films. Dans le film futuriste I, Robot qui se déroule en 2035, Will Smith conduit un concept-car qu'Audi a élaboré spécialement : la RSQ tandis que Tom Cruise utilise une Lexus dans Minority Report qui se déroule en 2054.

## Galerie

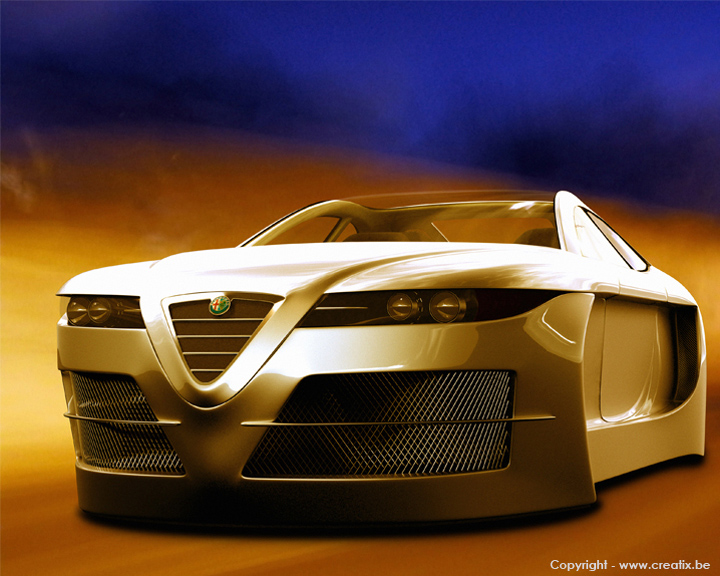
Alfa Romeo Spix
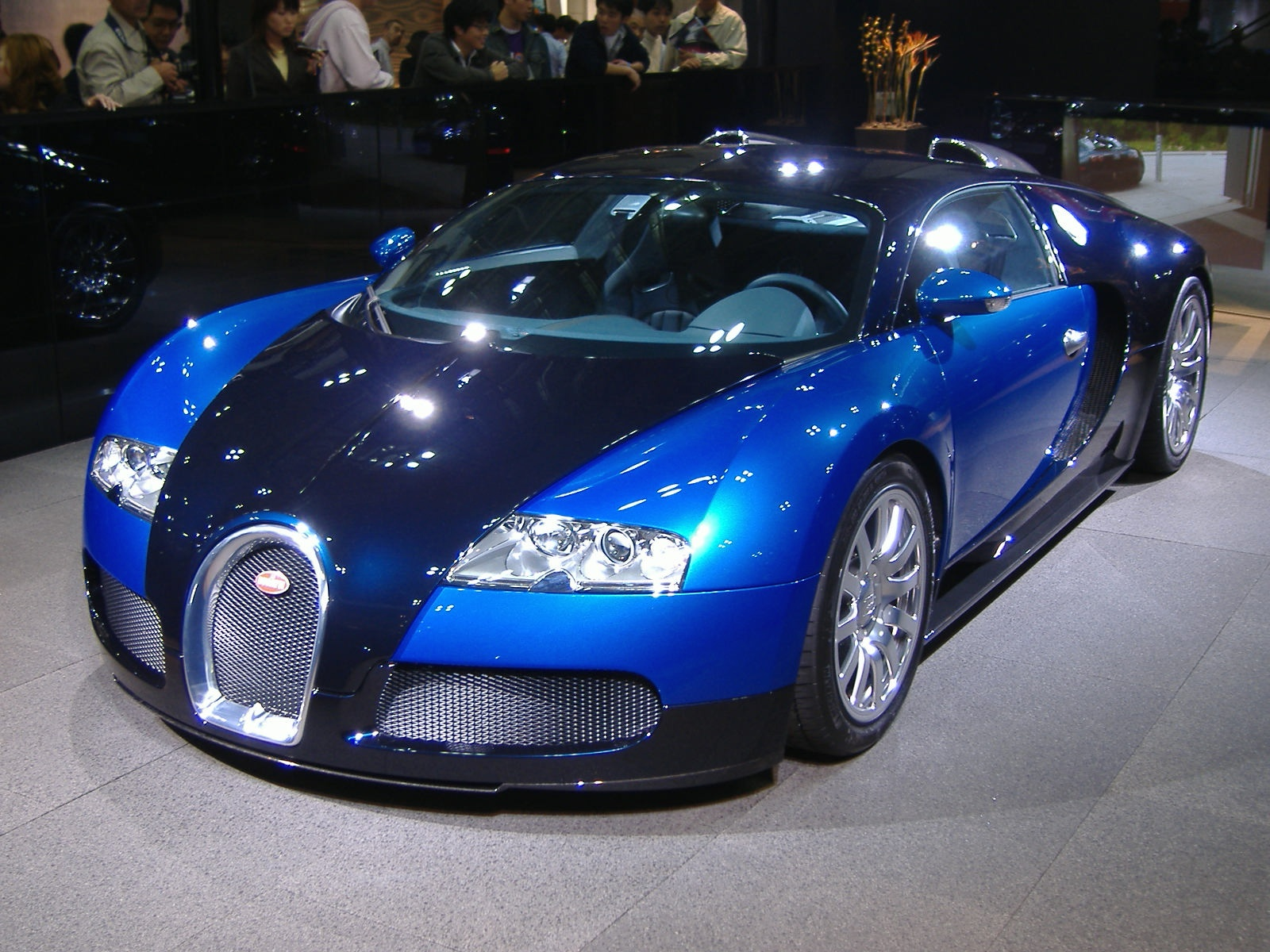
La Bugatti Veyron présentée lors d'un salon à Tokyo
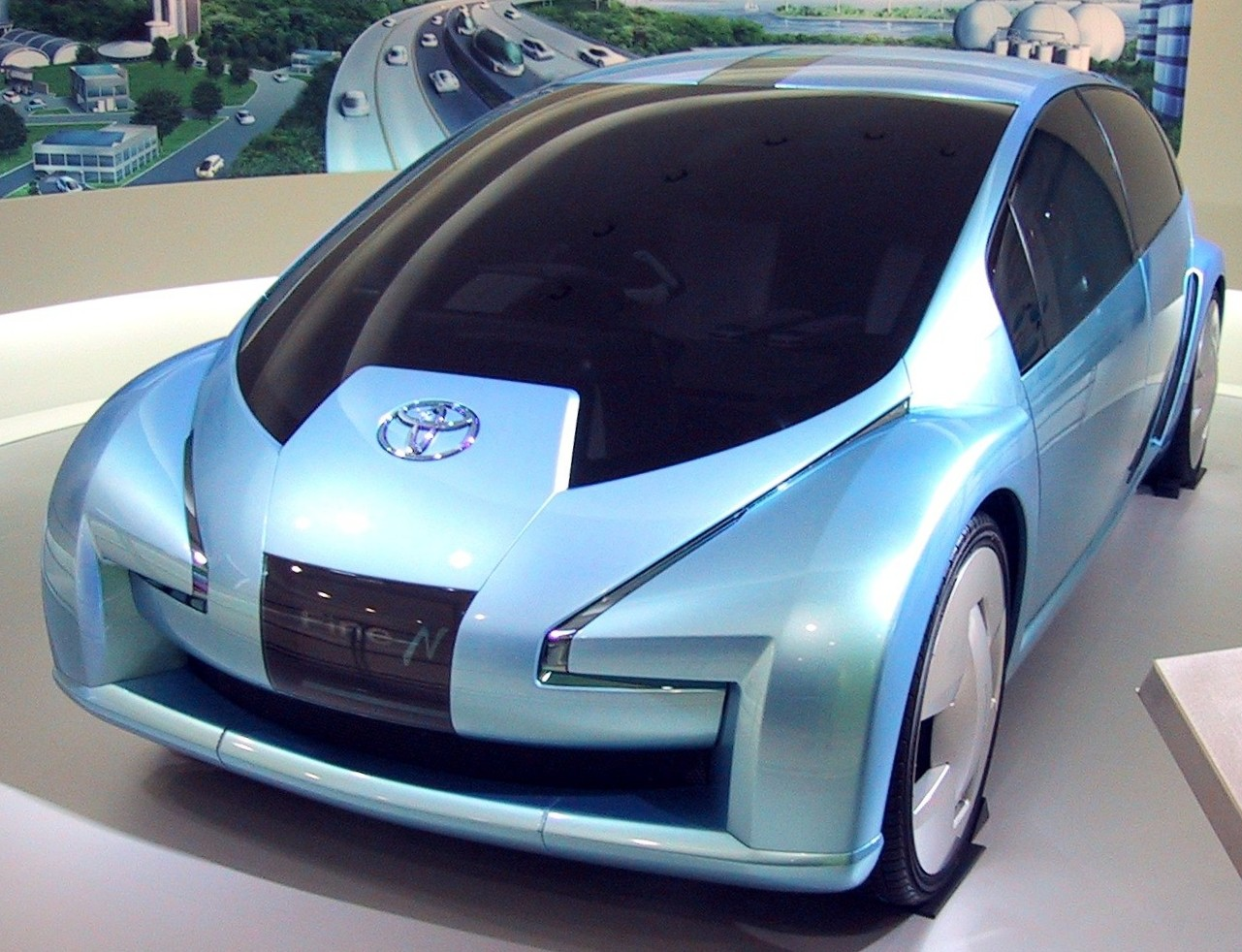
Voiture conceptuelle Toyota Fine N
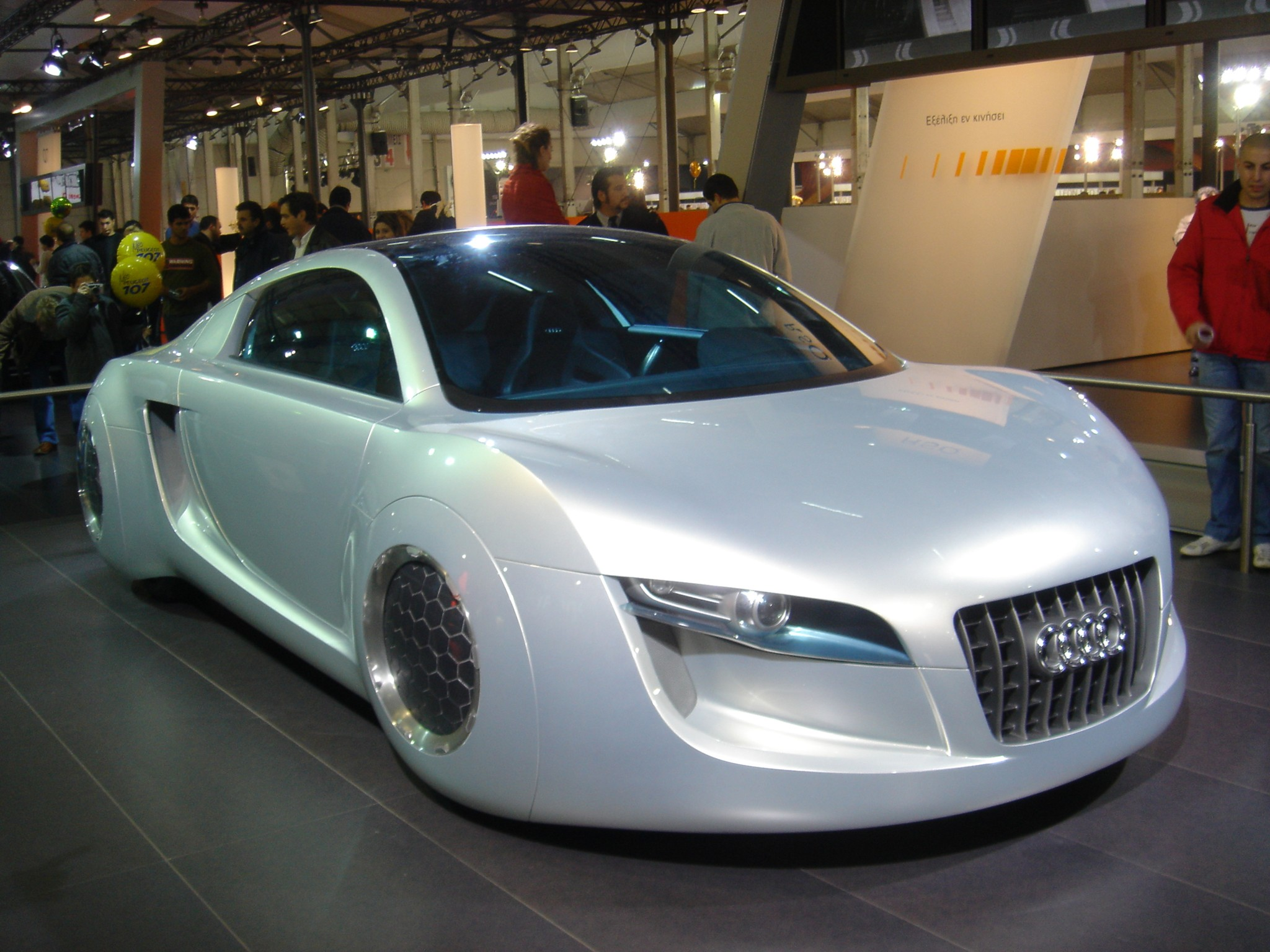
Audi RSQ
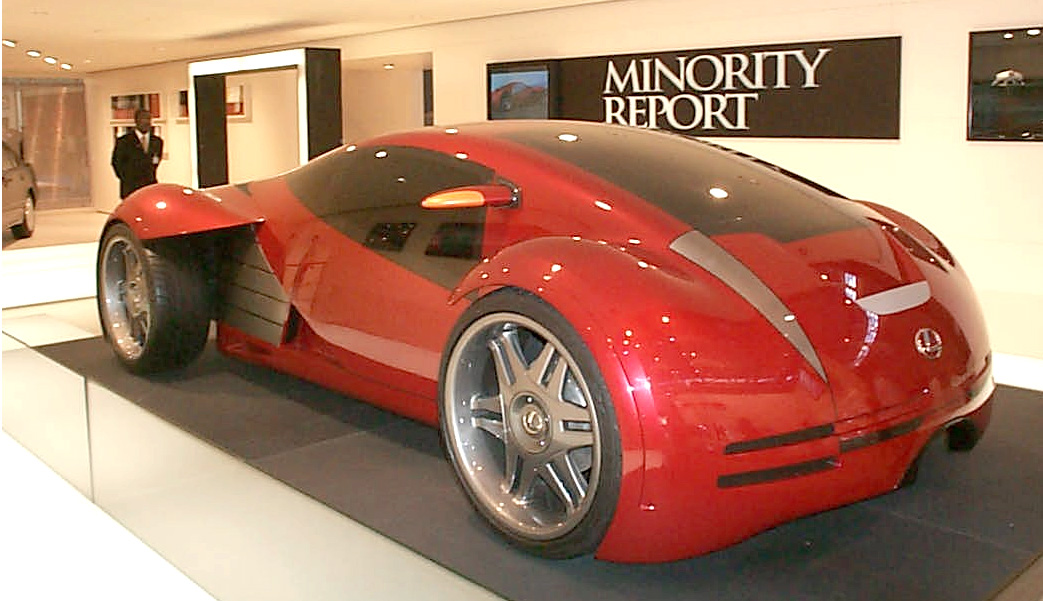
Lexus 2054
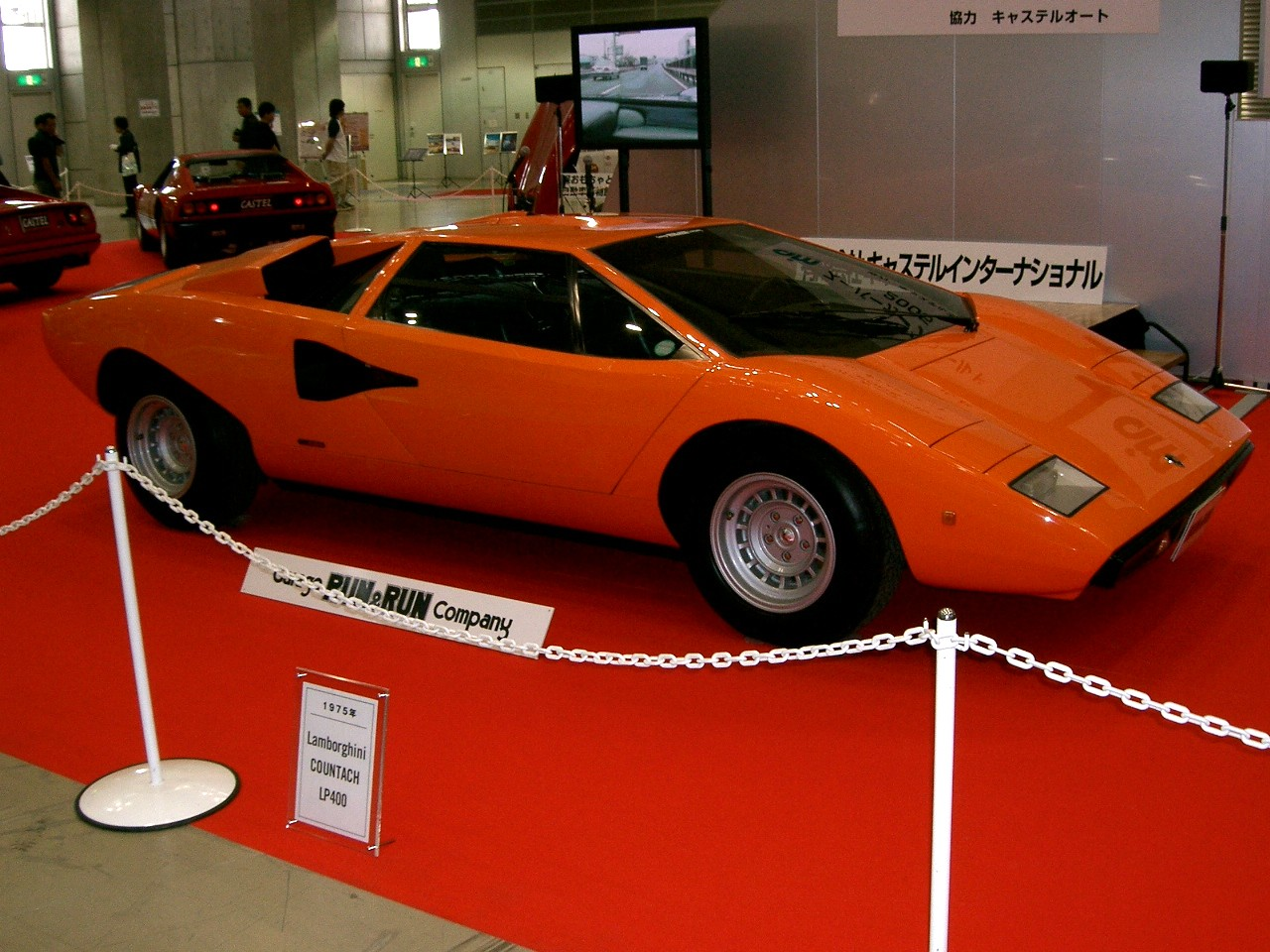
Lamborghini Countach